# Rage Against the Machine (음반)
《Rage Against the Machine》은 미국의 랩 메탈 (Rap Metal) 밴드 레이지 어게인스트 더 머신의 음반이다.
밴드의 데뷔 음반이며 1992년 11월 11일에 발매되었다. 빌보드 200 45위, 영국 음반 차트에서 17위를 기록했다. 앨범 표지는 1963년 6월 사이공에서 행해진 틱꽝득의 소신공양 장면이다.

## 수록곡
1. 〈Bombtrack〉 – 4:05
2. 〈Killing in the Name〉 – 5:14
3. 〈Take the Power Back〉 – 5:37
4. 〈Settle for Nothing〉 – 4:48
5. 〈Bullet in the Head〉 – 5:09
6. 〈Know Your Enemy〉 – 4:55
7. 〈Wake Up〉 – 6:04
8. 〈Fistful of Steel〉 – 5:31
9. 〈Township Rebellion〉 – 5:24
10. 〈Freedom〉 – 6:06

## 차트 순위
| 연도   | 차트           | 최고순위 |
| ------ | -------------- | -------- |
| 1994년 | 빌보드 200     | 45위     |
| 1994년 | 영국 음반 차트 | 17위     |